# گلوجه (تبریز)
گلوجه یکی از روستاهای استان آذربایجان شرقی است که در دهستان اسپران بخش مرکزی شهرستان تبریز واقع شده‌است.این روستا ۲۲۴ نفر جمعیت دارد.